# اتحادیه بایکاری
اتحادیه بایکاری (به لاتین: Baikari Union) یک منطقهٔ مسکونی در بنگلادش است که در Satkhira Sadar Upazila واقع شده‌است.